# Pat McCormick
Pat McCormick (n. 12 mai 1930, Seal Beach⁠(d), California, SUA – d. 7 martie 2023, California, SUA) a fost o săritoare în apă ce a reprezentat Statele Unite ale Americii, medaliată olimpică. A participat la 2 ediții ale Jocurilor Olimpice (1952, 1956) în care a câștigat 4 medalii de aur.